# Nossa Senhora das Graças (Timóteo)
Nossa Senhora das Graças, também conhecido como Cirilo, é um bairro do município brasileiro de Timóteo, no interior do estado de Minas Gerais. Localiza-se no distrito-sede, estando situado na Regional Sul. Segundo o censo demográfico de 2022, realizado pelo Instituto Brasileiro de Geografia e Estatística (IBGE), sua população era de 852 habitantes e havia 310 domicílios particulares permanentes ocupados.
De acordo com o IBGE, em 2010 a população era de 883 habitantes e havia 311 domicílios particulares.
A execução do calçamento e urbanização foi realizada pela administração municipal antes de 1981, porém ainda havia existência de vias sem pavimentação segundo informações de 2019. O bairro possui uma quadra poliesportiva, que funciona como área de lazer para a comunidade local.